# Любимов Олександр Михайлович
Олександр Михайлович Любимов (23 червня 1962 (62 роки), Лондон) — російський журналіст, теле- і радіоведучий, продюсер, медіаменеджер. Був одним з творців незалежної телекомпанії BID (17,14 %). Генеральний директор (1995—1997) і президент (з 2014 року) телекомпанії «ВИD» (з 2017 року — «ВИDgital»), генеральний директор «РБК-ТБ» (2011—2014), віце-президент Академії російського телебачення.

## Біографія
Народився 23 червня 1962 року в Лондоні. Син відомого розвідника Михайла Любимова і актриси Катерини Вишневської.

### Родина
- Батько — Михайло Петрович Любимов (нар. 1934), письменник, публіцист, кандидат історичних наук, полковник зовнішньої розвідки у відставці.
- Мати — Катерина Павлівна Любимова (Вишневська) (1934 — 08.02.1991) — була актрисою театру ім. Гоголя в Москві.[5][6]
- Дідусь по матері — Павло Дмитрович Єрмілов (20.06.1901 — 1992) — актор і режисер, служив у МХАТ-2.[7]
- Перша дружина — Тетяна Пушкіна[ru].
  - Дочка — Катерина[8][9].
- Друга дружина — Наталія Юріївна Куникова, перекладач і викладач японської мови, онука Героя Радянського союзу Цезаря Кунікова.
  - Сини — Кирило, Олег і Костянтин.

### Кар'єра
У 1976 році вступив у комсомол.
У 1984 році закінчив факультет міжнародних економічних відносин МДІМВ. Володіє англійською, французькою та данською мовами.
З 1985 по 1987 рік працював на Іномовленні Держтелерадіо у відділі скандинавських країн.
У 1987 році перейшов на телебачення — кореспондентом, а потім ведучим програми «Взгляд», з 1991 року «Взгляд з підпілля».
Навіть 10 років по тому «Огонёк» позиціював ведучих як «народних героїв»:

Хто пам'ятає, скільки їх було, ведучих «Взгляду», що з'являлися в найвільнішій студії «Останкіно» по п'ятницях? Лістьєв, Любимов, Захаров, Політковський, Мукусєв. Хто ще — Ломакін, Додолєв, Боровик … Вони стали народними героями, які уособлювали зміни всередині країни, так само, як символом перебудови за кордоном був Горбачов. Тому що разом з ними, смілішаючи від п'ятниці до п'ятниці, ми вчилися говорити не кухонним шепотом, а вголос: в СРСР все-таки є секс, у капіталізму теж буває людське обличчя, рок-н-рол живий, Чорнобиль не аварія, а трагедія … Але коли ми разом пройшли майже весь демократичний буквар і навчилися голосно говорити, було вже майже все одно, хто говорить з нами зі студії «Взгляду». За що всім, хто будь-коли робив це, велике людське спасибі.

Сам журналіст при цьому стверджує: «Любов до минулого заважає бачити сьогодення». Разом з іншим ведучим забороненої програми «Взгляд», Олександром Політковським готував випуски передачі «Взгляд з підпілля», які підпільно поширювалися на касетах по всьому Радянському Союзу. Але проект не став успішним:
випуски «Взгляду з підпілля» за гостротою і динамічністю поступалися офіційному, дозволеному «Взгляду». Ні Любимов, ні Мукусєв, який після розколу робив щось своє, регіональне, не були пристосовані до існування в підпіллі. Їхня стихія — легальність. У підпіллі дуже важко бути професіоналами. Політковський часто впадав у поганий смак, все глибше забиваючись у свою «кухню» і чітко еволюціонуючи в бік червоної частини спектра. Його розчарування в демократії носило майже говорухінський характер, але оскільки він, на відміну від Говорухіна, довго був цієї демократії символом і буревісником (а фільм «Так жити не можна» все-таки дивилося куди менше народу, ніж «Взгляд»), то зовсім вже рвати з демократичною традицією йому було і ризиковано, і не личило.

З лютого по серпень 1992 року обіймав посаду директора Студії міжнародних програм обміну відео РДТРК «Останкіно».
З березня 1992 по вересень 1993 року автор і ведучий програми «Червоний квадрат», з вересня 1994 року автор і ведучий програми «Взгляд з Олександром Любимовим».
Голова Ради засновників ЗАТ «Телекомпанія „ВИД“», з 1993 року віце-президент ЗАТ «Телекомпанія „ВиД“», член Ради директорів телекомпанії «ВиД».
У 1994 році разом з Іваном Демидовим був продюсером розважальної шоу-програми «ВиДу» «Академія».
У березні 1995 року, після загибелі Владислава Лістьєва, зайняв пост Генерального директора телекомпанії ВИД.
З квітня 1995 року по вересень 1997 року автор і ведучий програми «Один на один».
У 1996 році закінчив курс «Менеджер виборчої кампанії і політичний консультант» у Гарвардському університеті.
29 квітня 1997 року на засіданні Ради директорів телекомпанії «ВиД» було прийнято рішення про звільнення Любимова від займаної посади генерального директора компанії у зв'язку з переходом на іншу роботу". Переходить у штат ЗАТ «Громадське російське телебачення» (ОРТ), де стає консультантом Генерального продюсера інформаційних програм ЗАТ «ОРТ» Ксенії Пономарьової. У липні 1997 року був призначений виконавчим директором суспільно-політичного мовлення ЗАТ «Громадське російське телебачення».
13 жовтня 1997 року наказом в. о. Генерального директора ОРТ К. Пономарьової був призначений директором Дирекції інформаційних програм ЗАТ «ОРТ».

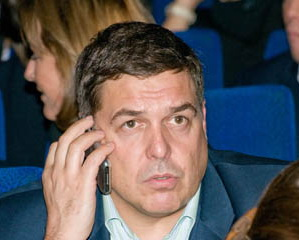
Олександр Любимов у 2009 році

У березні 1998 року був звільнений з посади керівника інформаційного мовлення ОРТ.
З 1998 року — член Академії російського телебачення. Був її віце-президентом.
З листопада 1998 по червень 2001 року — автор і ведучий щоденної програми політичного інтерв'ю «Тут і зараз» (ОРТ).
З березня 2001 по березень 2003 року — перший заступник генерального директора «Першого каналу». З 17 листопада 2001 по 24 грудня 2004 рік протягом п'яти сезонів був продюсером проекту «Останній герой (реаліті-шоу)». З 2003 по 2004 рік був другим продюсером (разом з Ларисою Синельщиковою) музично-розважальної телегри «Вгадай мелодію» на «Першому каналі».
З 21 березня 2001 по жовтень 2008 року — президент Спілки творчих працівників ЗМІ «Медіасоюз».
З березня 2006 по серпень 2007 року вів власну авторську передачу на радіостанції «Сіті ФМ».
З 2007 по 2011 рік — співробітник ВГТРК. З 2007 по 2008 рік вів програму «Сенат» на каналі «Росія».
У грудні 2007 року призначений першим заступником генерального директора телеканалу «Росія».
З 5 жовтня по 28 грудня 2008 року вів телепроєкт ВГТРК «Ім'я Росія».
У серпні 2011 року залишив ВГТРК, ставши членом політичної партії «Праве діло». У листопаді цього ж року пішов з партії і очолив телеканал РБК.
27 жовтня 2012 року обраний членом Федерального комітету політичної партії Громадянська платформа.
10 грудня 2014 року залишив посаду генерального директора РБК-ТВ, при цьому він залишився в раді директорів.
У грудні 2014 року повернувся в телекомпанію «ВИD», де знову зайняв посаду президента. З жовтня 2017 року став продюсером ток-шоу «Жди меня», яке переїхало з «Першого каналу» на телеканал «НТВ» і виробляється реорганізованою телекомпанією «ВИDgital».

### Деякі факти
- У молодості дуже добре грав на гітарі, зрідка писав пісні (зокрема на вірші батька). Навчив грати на гітарі свого сусіда по дачі, майбутнього музиканта, актора і шоумена Олексія Кортнєва[31].
- Офіцер ПДВ. Протягом декількох років влітку проходив військову підготовку за спеціалізацією диверсант.
- У вересні 1989 року заарештований за безпідставним звинуваченням у зґвалтуванні: «На мене завели кримінальну справу за звинуваченням у зґвалтуванні двох неповнолітніх дівчат в місті Сочі, навіть надрукували про це велику статтю „Піна на березі“ в газеті „Правда“. Я просидів у сочинському КПЗ кілька годин, а потім втік, побивши п'яного міліціонера, який зайшов до мене в камеру». Кримінальній справі ходу не дали, а незабаром Любимов отримав депутатську недоторканність, ставши депутатом Верховної Ради РРФСР від міста Мічурінська (зі «Взгляду» депутатами стали також Мукусєв і Політковський)[32].
- У січні 1999 року Любимов провів кілька випусків програми «Тут і зараз» з ЦИТО імені М. М. Приорова[ru], куди він був доставлений з переломом ключиці. В актовому залі центру була обладнана міні-студія, а з Любимова на час ефіру знімали пов'язки[33]. Крім того, в якийсь момент Любимов «втік» з ЦИТО, щоб провести один випуск «Взгляду»[34].

- У книзі «Бітли перебудови» розказано, що у Любимова першого з ведучих програми «Взгляд» з'явився особистий автомобіль[35].

- У 2003 році, за чутками, Любимов мав бути призначений генеральним директором ТВС[ru], однак призначення не відбулося.[36]

- 18 березня 2005 року потрапив у серйозну ДТП: його «Мерседес-320» виїхав на зустрічну смугу і зіткнувся з «Ровером», пасажири якого загинули, водій службової машини отримав «вивих пальців лівої стопи», у самого Любимова — «відкритий перелом лівої гомілки»[37].
- Підозрюється у симпатиях путинському режиму. Відкрито позицію по збройній агресії росії проти України з 2014 року ніколи не висловлював. З березня 2022 року зник з інформпростору та не веде власну сторінку у фейсбуці.

## Думки
Журналіст належить до плеяди перебудовних публіцистів, які сформували новомову 90-х:

Це молоде покоління — в основному діти тих самих шістдесятників Володимир Яковлєв, Артем Боровик, Дмитро Ліханов, Євген Додолєв, Олександр Любимов, — вже бере своє. Представники недавньої «золотої молоді», які виросли у величезних квартирах або провели отроцтво за кордоном, молоді випускники міжнародного відділення журфаку МДУ, вони починають робити погоду на телебаченні і в пресі. Відмінні стартові можливості і вроджена відсутність страху дозволяє їм протягом півроку розтабуювати всі заборонені теми і відвідати всі гарячі точки, куди раніше не ступала нога радянського журналіста.

## Фільмографія
- 2005 — Сліпий-2
- 2006 — А зорі тут тихі… (серіал) (Китай, Росія)
- 2007 — Змова
- 2009 — Барвиха[ru][39]
- 2010 — Помста (серіал)
- 2010 — Смертельна сутичка (телефільм)
- 2011 — Золоті (Барвиха-2) (серіал)
- 2012 — Москва 2017[ru] (Росія, США)
- 2011—2012 — Відділ С. С. С. Р. (Білорусь, Росія)
- 2013 — Таємниця Діона (анімаційний)

### Озвучення
- 2007 — диснеївський мультфільм «Книга джунглів» 1967 року, озвучив невелику роль прийомного батька Мауглі — вовка Рами[40].

## Нагороди
- Орден Пошани (8 грудня 2000) — за мужність, мужність і самовідданість, проявлені при виконанні професійного обов'язку, та об'єктивне висвітлення подій в Північно-Кавказькому регіоні[41]
- Орден Дружби (27 листопада 2006) — за великий внесок у розвиток вітчизняного телерадіомовлення та багаторічну плідну роботу[42]